# Nicholas Russell, 6. Earl Russell
Nicholas Lyulph Russell, 6. Earl Russell, (* 12. September 1968 in Wimbledon; † 17. August 2014) war ein britischer Peer und Kommunalpolitiker.
Er war der älteste Sohn von Conrad Russell, 5. Earl Russell, und Elizabeth Sanders. Als Heir apparent seines Vaters führte er von 1987 bis 2004 den Höflichkeitstitel Viscount Amberley. Beim Tod seines Vaters erbte er am 13. Oktober 2004 dessen britische Adelstitel als 6. Earl Russell und 6. Viscount Amberley. Die Titel waren seit 1999 nicht mehr mit einem Sitz im House of Lords verbunden.
Er studierte an der Leicester University. Wie sein Großvater Bertrand Russell, 3. Earl Russell, war er ein aktives Mitglied der Campaign for Nuclear Disarmament, und das seit seinen Jugendjahren. Genau wie sein Vater und Großvater war er Mitglied der Labour Party, bei welcher er dem linken Flügel zugehörig war.
Zuletzt war Russell Schatzmeister des Royal National Institute of the Blind. Außerdem leitete er Fortbildungsseminare bei Scotland Yard.
Da er unverheiratet und kinderlos blieb, erbte sein Bruder John seine Adelstitel als 7. Earl.